# La Boulangère de Monceau
La Boulangère de Monceau is een Franse dramafilm uit 1963 onder regie van Éric Rohmer.

## Verhaal
Een Parijse rechtenstudent wordt verliefd op Sylvie, die hij regelmatig op zijn weg naar huis ontmoet. Zijn vriend Schmidt raadt hem aan om Sylvie aan te spreken. Zij toont zich geïnteresseerd, maar slaat zijn uitnodiging af om mee iets te gaan drinken. Vanaf die dag ontmoet hij haar niet meer en begint hij haar te zoeken. Om haar terug te zien brengt de student de weken daarop zijn avonden door op het marktplein. In een bakkerij leert hij Jacqueline kennen en hij spreekt met haar af. Op dat moment duikt Sylvie weer op. Zij had een ongeluk gehad en zat met haar been in het gips. Hij laat Jacqueline staan en trouwt met Sylvie.

## Rolverdeling
| Acteur            | Personage  |
| ----------------- | ---------- |
| Barbet Schroeder  | Student    |
| Fred Junk         | Schmidt    |
| Michèle Girardon  | Sylvie     |
| Claudine Soubrier | Jacqueline |
| Michel Mardore    | Klant      |